# Уильямс, Гарри (футболист, 1883)
Ге́нри Уи́льямс (англ. Henry Williams; 1883, Фарнуорт, Болтон — дата и место смерти неизвестны), более известный как Га́рри Уи́льямс (англ. Harry Williams) — английский футболист, нападающий.

## Футбольная карьера
Уроженец Болтона, Уильямс начал карьеру в местном клубе «Болтон Уондерерс». За основной состав команды играл с 1901 по 1903 год, сыграв в 18 матчах и забив 7 голов. В 1903 году перешёл в «Бернли». В мае 1904 года стал игроком «Манчестер Юнайтед». Его дебют за «Юнайтед» состоялся 10 сентября 1904 года в матче Второго дивизиона против «Бристоль Сити» на стадионе «Бэнк Стрит». Уильямс отметился забитым мячом в своёй дебютной игре за клуб, которая завершилась победой «Юнайтед» со счётом 4:1. Примечательно, что единственный гол «Бристоль Сити» в том матче забил Дик Вумуэлл, который в марте 1905 года перешёл в «Манчестер Юнайтед» и вытеснил из основного состава Гарри Уильямса. Однако до этого Уильямс провёл в сезоне 1904/05 24 матча и забил 6 мячей. В следующем сезоне он стал редко попадать в основной состав, проводя много игр за резервную команду «Манчестер Юнайтед», а в августе 1908 года покинул команду, перейдя в клуб «Лидс Сити».